# Ulf Rollof
Ulf Rollof (* 1961 in Karlskrona) ist ein schwedischer Installationskünstler.

## Leben und Werk
Ulf Rollof studierte von 1982 bis 1987 an der Kungliga Konsthögskolan Stockholm.
„Rollofs Themen sind zumeist auf sehr private Belange bezogen, auf persönliche Erlebnisse, Reisen, Erinnerungen, auf die eigene Familiengeschichte und immer wieder auf den menschlichen Körper, beispielsweise die weibliche Brust. Bei den Mitteln, mit welchen der Künstler arbeitet, hat es sich bisher um Skulptur, Zeichnung und Aquarell gehandelt, um Fotografie, Video, Installation und Performance.“
Ulf Rollof realisierte zahlreiche Ausstellungen in Schweden, Norwegen und Finnland. 1992 nahm er an der documenta IX und 1999 an der Biennale di Venezia teil. 2003 stellte er im Kunstverein Ludwigsburg aus.